# Emínio
Emínio (em latim: Aeminium) é uma antiga cidade romana construída onde hoje está a atual cidade portuguesa de Coimbra.

## Etimologia
Significa "elevação" ou "altura". O nome era do antigo povoado pré-romano e foi preservado mesmo após o domínio romano.

## História
Durante o domínio romano, Emínio localizava-se junto à via XVI do Itinerário Antonino que ligava Olisipo (Lisboa) a Bracara Augusta (Braga), passando também por Conímbriga, importante cidade situada 20 km ao sul. Era um lugar de paragens de viajantes e estação de muda, isto é, onde os cavalos eram substituídos para dar sequência à viagem.
Os saques de Conímbriga pelos suevos na década de 460 fizeram com que muitos de seus habitantes fugissem para Emínio. Tamanho foi o êxodo que, por vezes, Emínio era chamada de Conímbriga. A grafia foi alterada para Coimbra no século VI.

## Vestígios
Em Emínio conserva-se um criptopórtico, no subsolo do Museu Machado de Castro. Este criptopórtico foi construído em dois andares. No piso superior, uma galeria em forma de II envolve outra do mesmo traçado. Em cada braço, três passagens dão acesso de uma a outra galeria. No topo as galerias também comunicam umas com as outras. A construção desta estrutura foi a solução encontrada pelos engenheiros romanos para ultrapassar o declive natural do terreno, criando-se uma plataforma artificial onde foi implantado o fórum da cidade.

## Figuras históricas
- Árias Mendes de Coimbra ou Arias Mendes (911–924) foi Conde de Emínio.
- Gaio Sévio Lupo (século II) arquiteto romano, suposto autor (com base em inscrição[3]) da Torre de Hércules na Galiza, e que alguns apontam também como o provável arquitecto do criptopórtico.